# Takuya Mihashi
Takuya Mihashi (三橋 拓也 Mihashi Takuya?, nacido el 6 de marzo de 1992 en Osaka) es un exfutbolista japonés. Jugaba de centrocampista y su único club fue el Fujieda MYFC de Japón.

## Trayectoria

### Clubes
| Club         | País  | Año         |
| ------------ | ----- | ----------- |
| Fujieda MYFC | Japón | 2015 - 2016 |

## Estadística de carrera

### J. League
<
| Club         | Año   | J. League | J. League | Copa J. League | Copa J. League | Total | Total |
| Club         | Año   | Part.     | Goles     | Part.          | Goles          | Part. | Goles |
| ------------ | ----- | --------- | --------- | -------------- | -------------- | ----- | ----- |
| Fujieda MYFC | 2015  | 24        | 0         | -              | -              | 24    | 0     |
| Fujieda MYFC | 2016  | 8         | 0         | -              | -              | 8     | 0     |
| Total        | Total | 32        | 0         | 0              | 0              | 32    | 0     |